# Explode
Explode är en singel från 1989 av det svenska punkbandet Charta 77. Gavs ut på 7".

## Låtar på singeln
| Nr  | Titel                                     | Längd | Notering |
| --- | ----------------------------------------- | ----- | -------- |
| A1. | Explode                                   | ?     |          |
| B1. | Community of communication (acid version) | ?     |          |